# Mayones Guitars & Basses
Mayones Guitars & Basses é uma fabricante de guitarras e baixos com sede na cidade de Gdańsk, Polônia, fundada em 1982. Eles se especializaram na construção de instrumentos customizados e sob encomenda.
Dentre os músicos que tocam instrumentos e são patrocinados pela marca, estão Daniel Gildenlöw (Pain of Salvation), Wes Borland (Limp Bizkit) e Jeroen van Veen (Within Temptation).